# Winnetou

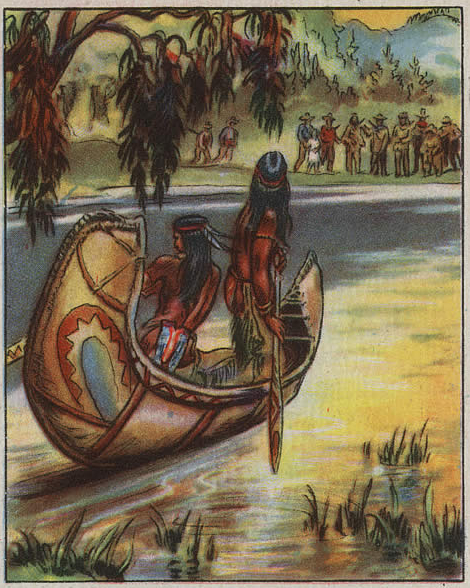
Winnetou, reprezentat pe un carton de colecție german, circa 1900

Winnetou este un erou nativ american, fictiv ce apare în mai multe romane scrise de Karl May (1842-1912, unul dintre cel mai bine cotați autori germani ai tuturor timpurilor, cu aproape 200 de milioane de exemplare ale cărților sale vândute în întreaga lume), dintre care cele mai cunoscute sunt volumele trilogiei Winnetou. Narațiunea romanelor este la persoana întâi, din prisma lui Old Shatterhand, care îl întâlnește pe Winnetou în urma unui conflict dramatic inițial. Ulterior, între Old Shatterhand și apașul Winnetou se stabilește o prietenie trainică; cu multe ocazii, cei doi dau dovadă de abilități de luptă deosebite, însă și de compasiune față de oameni, portretizând credința în bunătatea intrinsec umană, constant amenințată de inamicii răuvoitori.
Un rol important îl joacă sentimentele și valorile non-dogmatice creștine, astfel că eroii lui Karl May sunt de multe ori descriși ca americani de origine germană.
Winnetou a devenit șef de trib al apașilor Mescalero (și apoi al tuturor apașilor, după uciderea tatălui său Intschu-Tschuna și a surorii sale Nscho-Tschi de banditul Santer). Calul lui Winnetou purta numele de Iltschi ("Vânt"), iar arma utilizată de erou era o pușcă faimoasă denumită Arma de argint, o pușcă cu țeava dublă, decorată cu ținte din argint. După ce Old Shatterhand a devenit fratele de sânge al lui Winnetou, a primit în dar calul Hatatitla ("Fulger"), fratele lui Iltschi. Aceștia pornesc împreună pe urmele banditului Santer pentru a se răzbuna, dar vor fi împiedicați de mai multe ori de aliații acestuia: indienii Kiowa.
Romanele din seria Winnetou simbolizează, într-o anumită măsură, dorința romantică pentru o viață simplă, în strânsă legătură cu natura. De fapt, popularitatea seriilor se datorează în mare parte abilității povestirilor de a încorpora multe din idealurile europenilor privind un mediu cât mai aproape de natură.
Eroii lui Karl May sunt arhetipuri ale culturii germane și au avut de fapt puțin de-a face cu adevăratele culturi nativ americane. "Winnetou este nobil pentru că însumează aspectele superioare ale unei culturi nativ americane altminteri "decadente" și trăsăturile romantice ale civilizației germane prin viziunea proprie a autorului însuși, adoptate în mod natural. Cu scurtă vreme înaintea morții sale, apașul Winnetou cere să îi fie cântat un cantec religios."
„Winnetou este prototipul indianului curat sufletește și trupește, un suflet nobil ca de cavaler medieval; cel mai viteaz; cel mai vestit și cel mai drept războinic indian.” Așa își caracterizează Karl May îndrăgitul personaj.
O ipoteză surprinzătoare a sursei de inspirație folosite de Karl May pentru personajele sale este oferită încă din anii 1970 de etnologul și jurnalistul sas, Franz Remmel, care consideră că modelul personajului Old Shatterhand, fratele de cruce al lui Winnetou, a fost exploratorul maghiar János Xántus. În biografia acestuia, Memoria continentelor, scrisă de Alexandru Obreja și publicată în 1880 este istorisită emigrarea acestuia în America după ce a evadat din închisoarea unde fusuese arestat pentru participarea ca ofițer la Revoluția de la 1848. Acestea pot fi auspiciile unor „împrejurări neplăcute din patrie” care „m-au mânat peste ocean, către America” așa cum scrie Karl May despre personajul său european. Xántus a participat la măsurători geodezice, cartografierea și desenarea planurilor pentru căile ferate descriind întâlnirea cu arborigenii ce își apărau, uneori cu prețul vieții, teritoriile de vânătoare. Totuși, a reușit să se apropie de aceștia, să le cunoască obiceiurile și chiar să colecționeze obiecte de valoare etnografică care au ajuns în muzee. Într-una scrisorile trimise familiei, Xántus scria cum căpetenia unui astfel de trib l-a considerat un adevărat prieten propunându-i chiar una din fetele sale să-i devină soție, situație care se regăsește și în scrierile lui Karl May unde sora lui Winnetou și fiica Marelui Șef al apașilor, urma să se căsătorească cu Old Shatterhand. Dar, poate cea mai concretă dovadă este prototipul fără serie al carabinei Henry (prima armă cu repetiție) cu care se puteau trage 25 de focuri, înainte de a fi reîncărcată, aflată din 1997 în muzeul din Győr, localitatea natală a lui Xantus, armă  inscripționată pe ambele părți cu numele exploratorului, Xántus János. Urmașii săi trăiesc în Cluj și în 2006 au finalizat un documentar care reconstituie călătoriile înaintașului său, având ca suport consistentele scrisori trimise de explorator familiei sale.
Personajul Winnetou apare în multe din scrierile lui Karl May (titlurile au fost preluate din Karl May’s Gesammelte Werke)ː Old Firehand (1875), Winnetou (1878), Im fernen Westen (1879), Deadly dust (1880),  Winnetou I (1893), Winnetou II (1893), Winnetou III (1893), Old Surehand I (1894), Old Surehand II (1895), Old Surehand III (1896), Der Schatz im Silbersee - Comoara din lacul de argint (1890/91), Der Ölprinz - Prințul petrolului (1893/94) etc.

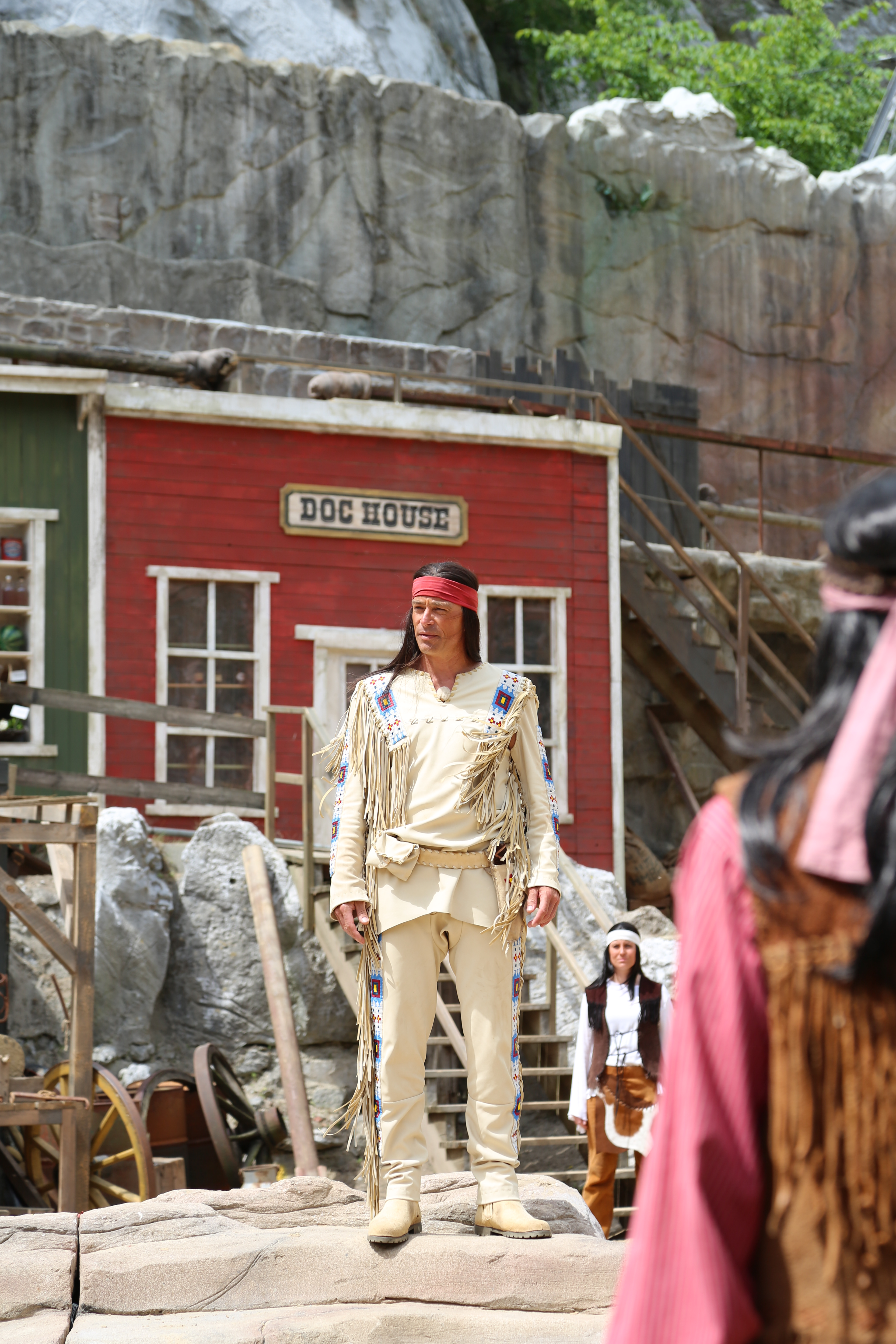
Jan Sosniok în rolul Winnetou

## Winnetou în film și pe scenă
Încă din 1920 au existat încercări de adaptare cinematografică a romanului Winnetou. Primul proiect a venit din partea  „Ustad-Film Dr. Droop & Co” și a fost prezentat în 1920 la Berlin de  Erwin Bàron. 
În anii 1960, au fost realizate un total de 11 filme  în care personajul „Winnetou” a fost interpretat exclusiv de Pierre Brice și, în unele cazuri, a fost prezentat într-un mod semnificativ diferit față de romane.

### Actori în rolul Winnetou (selecție)
- Herbert Dirmoser (1938 la Felsenbühne Rathen)
- Will Quadflieg (în decembrie 1938 la Berliner Volksbühne)
- Sigurd Fitzek (la începutul anilor 1950 pe o scenă în aer liber din Stuttgart)
- Pierre Brice (în toate adaptările cinematografice ale lui Karl May cu Winnetou din anii 1960)[6]
- Gustavo Rojo (la festivalurile Karl May din Berlin în 1966 și 1968)
- Gojko Mitić (a jucat pentru prima dată în 1991 la Harzer Bergtheater Thale și din 1992 până în 2006 în Bad Segeberg)
- Jean-Marc Birkholz (din 2001 până în 2006 la Felsenbühne Rathen; din 2012 la Festivalul Karl May din Elspe)
- Erol Sander (din 2007 până în 2012 în Bad Segeberg)
- Jan Sosniok (din 2013 până în 2018 în Bad Segeberg)[7]
- Mircea Breazu (din 1988 până în 2012)[8]
- Waterloo (Hans Kreuzmayr) (1999 la Festivalul Karl May din Winzendorf)
- Nik Xhelilaj (2016 în adaptarea TV în trei părți Winnetou – der Mythos lebt)[9]
- Alexander Klaws (din 2019 în Bad Segeberg )[10]

Cel mai faimos vorbitor al rolului a fost Konrad Halver, care a exprimat vocea lui Winnetou în serialul radiofonic cu același nume din Europa în anii 1960.